# Prionotus ophryas
Grondin fil
Espèce
Statut de conservation UICN

 LC  : Préoccupation mineure
Prionotus ophryas, le Grondin fil, est une espèce de poissons de la famille des Triglidae.

## Répartition
Ce poisson se rencontre en Anguilla, en Aruba, aux Bahamas, au Belize, en Colombie, au Costa Rica, à Cuba, au Curaçao, aux États-Unis, au Guatemala, au Honduras, aux Îles Vierges britanniques, aux Îles Vierges des États-Unis, en Jamaïque, au Mexique, au Nicaragua, au Panama, aux Pays-Bas caribéens, à Porto Rico et au Venezuela.
Cette espèce se rencontre en eau de mer et saumâtre entre 1 et 171 m de profondeur.

## Description
Prionotus ophryas peut mesurer jusqu'à 27 cm de longueur totale mais la taille moyenne des mâles est de 22,5 cm. Son poids maximum enregistré est de 275 g.
Ce poisson cuivré est rayé de noir. Il a un corps allongé et des cirres supra-oculaires et nasaux,. Sa nageoire pectorale est grande, constituée de 14 rayons.
Il est aussi caractérisé par ses trois barres sombres sur la nageoire caudale.

## Systématique
Le nom valide complet (avec auteur) de ce taxon est Prionotus ophryas Jordan & Swain (d), 1885,.
Prionotus ophryas a pour synonyme :
- Prionotus grisescens Teague, 1951

## Étymologie
Son épithète spécifique, ophryas, avec un front saillant, fait référence au profil particulier de sa tête « presque droit depuis le dessus de l’œil vers l’arrière, et raide et fortement concave depuis l’avant de l’œil jusqu’au bout du museau ».

## Publication originale
- (en) David S. Jordan et Joseph Swain, « Description of three new species of fishes (Prionotus stearnsi, Prionotus ophryas, and Anthias vivanus) collected at Pensacola, Florida, by Mr. Silas Stearns », Proceedings of the United States National Museum, Washington, Government Printing Office, vol. 7, no 465,‎ 1885, p. 541–545 (ISSN 0096-3801 et 2377-6560, OCLC 1259735, DOI 10.5479/SI.00963801.7-465.541, lire en ligne).